# 福雷爾冰川
67°29′S 66°30′W / 67.483°S 66.500°W
福雷爾冰川是南極洲的冰川，位於葛拉漢地西岸，長7公里、寬3公里，最終注入布林德灣，在1936年由英國探險隊探測，以瑞士的冰川物理學家命名。